# Stanislaw Alexandrowitsch Belkowski

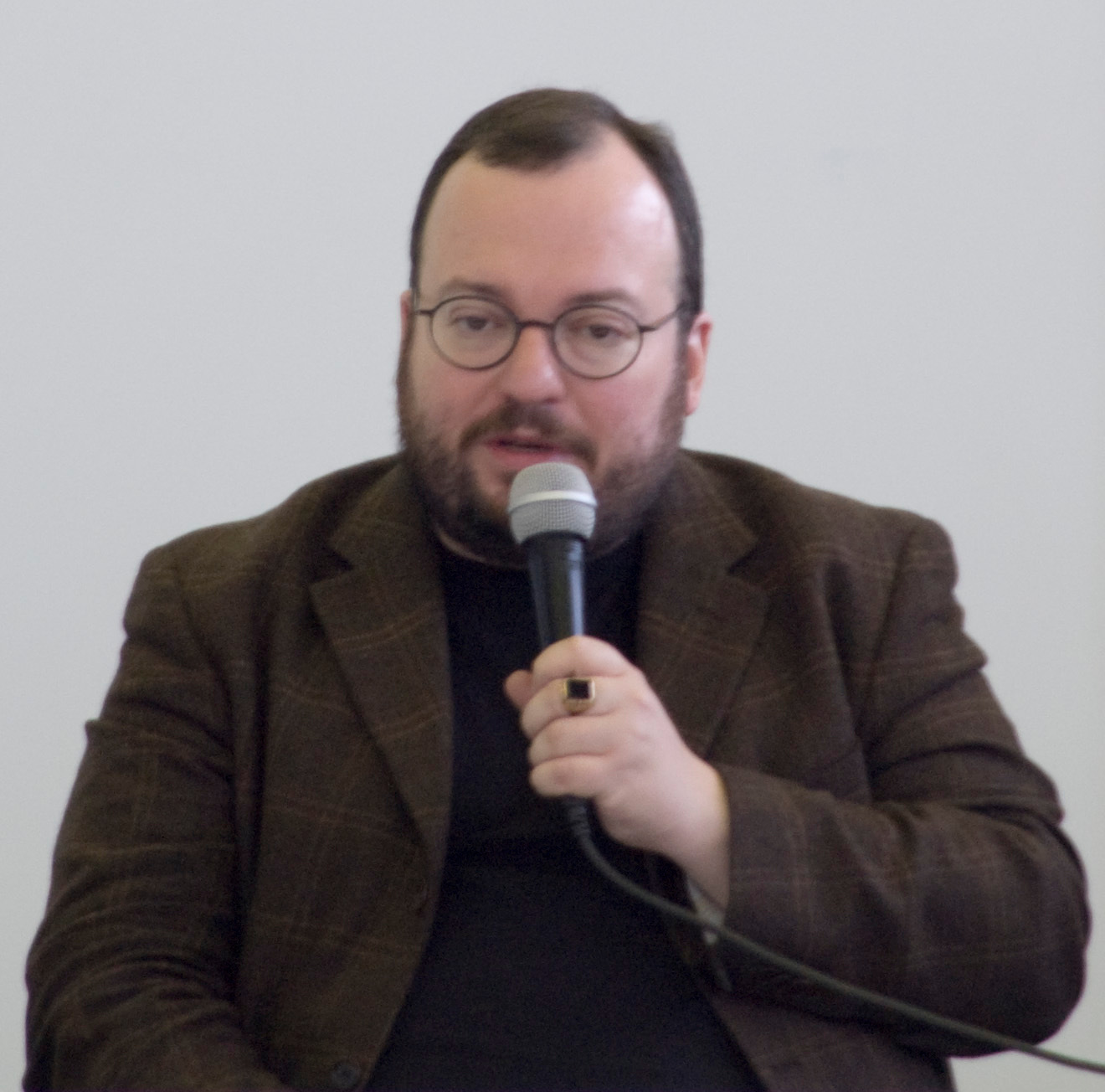
Stanislaw Belkowski, März 2008

Stanislaw Alexandrowitsch Belkowski (russisch Станислав Александрович Белковский, wiss. Transliteration Stanislav Aleksandrovič Belkovskij; * 7. Februar 1971 in Moskau) ist ein russischer Politikwissenschaftler polnisch-jüdischer Herkunft.
Belkowski wurde zum Systemtechniker ausgebildet. In den 1990er Jahren arbeitete er in Moskau als Programmierer und als Berater und Redenschreiber für verschiedene liberale Politiker, darunter Irina Chakamada. 1999 gründete er die Agentur für politische Nachrichten, wo er bis 2004 als Chefredakteur tätig war.
Belkowski ist Gründer des seit 2002 existierenden, nicht kommerziellen Instituts für nationale Strategie (Институт национальной стратегии, Institut Nazionalnoj Strategii) und lebt in Moskau und Umgebung. Belkowski beschäftigt sich ausführlich mit der Politik Wladimir Putins und gilt als Kreml-Kritiker.
Bekannt wurde Belkowski 2003, als er eine Studie veröffentlichte, wonach in Russland ein Putsch der Oligarchen drohe. Sein Report wurde als einer der Auslöser der Affäre um Michail Chodorkowski gesehen.
Am 12. November 2007 behauptete er in einem Interview mit der Tageszeitung Die Welt, dass sich Putins Vermögen auf rund 40 Milliarden US-Dollar belaufe, vorwiegend in Form von Aktien. Dies setze sich nach Belkowskis Angaben aus 37 Prozent der Aktien von Surgutneftegas (geschätzter Marktwert Ende 2007 20 Milliarden US-Dollar), 4,5 Prozent der Aktien von Gazprom sowie 50 Prozent über seinen Vertreter Gennadi Timtschenko an der Erdölhandelsfirma Gunvor zusammen.

## Veröffentlichungen
- Wladimir. Die ganze Wahrheit über Putin. Redline, München 2014, ISBN 978-3-86881-484-2.
  - Den Herrn des Kremls bremst die Überfrau, Rezension von Kerstin Holm in der Frankfurter Allgemeinen Zeitung, 15. Januar 2014, S. 26